# Rondonops biscutatus
Rondonops biscutatus — вид ящірок родини гімнофтальмових (Gymnophthalmidae). Ендемік Бразилії. Описаний у 2015 році.

## Поширення і екологія
Rondonops biscutatus мешкають в бразильських штатах Рондонія, Пара і Мату-Гросу. Голотип походить з муніципалітету Пімента-Буену в штаті Рондонія.